# Hephaestus
Hephaestus és un gènere de peixos pertanyent a la família dels terapòntids. que inclou les següents espècies:
- Hephaestus adamsoni (Trewavas, 1940)[4]
- Hephaestus carbo (Ogilby & McCulloch, 1916)[5]
- Hephaestus epirrhinos (Vari & Hutchins, 1978)[6]
- Hephaestus fuliginosus (Macleay, 1883)[7]
- Hephaestus habbemai (Weber, 1910)[8]
- Hephaestus jenkinsi (Whitley, 1945)[9]
- Hephaestus komaensis (Allen & Jebb, 1993)[10]
- Hephaestus lineatus (Allen, 1984)[11]
- Hephaestus obtusifrons (Mees & Kailola, 1977)[12]
- Hephaestus raymondi (Mees & Kailola, 1977)[13]
- Hephaestus roemeri (Weber, 1910)[8]
- Hephaestus transmontanus (Mees & Kailola, 1977)[13]
- Hephaestus trimaculatus (Macleay, 1883)[14]
- Hephaestus tulliensis (De Vis, 1884)[15][16][17][18][19][20][21]